# Pop 'Til You Drop!
Pop 'til You Drop! es el tercer álbum de estudio del grupo de pop sueco A-Teens, publicado en 2002 exclusivamente en Norteamérica y Argentina. Grabado entre 2001 y 2002 en Estocolmo, Suecia, el álbum contó con una mayor participación del grupo en la composición del álbum, con los miembros teniendo créditos de coescritura en varias de las pistas. El primer sencillo del álbum fue una versión de "Can't Help Falling in Love" de Elvis Presley, que formó parte de la Banda sonora de Lilo & Stitch. El segundo y último sencillo del álbum fue "Floorfiller". La canción "This Year" apareció más tarde en la banda sonora de la serie original de Disney Channel Kim Possible.
El álbum alcanzó el puesto 45 en los Billboard charts. El álbum fue apoyado con su primera gira como cabezas de cartel en Estados Unidos. Seis meses después del lanzamiento de Pop 'til You Drop!, se reeditó para el mercado europeo como New Arrival.

## Lista de Canciones
| N.º   | Título                              | Duración |  |
| 1.    | «Floorfiller»                       | 3:13     |  |
| 2.    | «Can't Help Falling in Love»        | 3:04     |  |
| 3.    | «Let Your Heart Do All the Talking» | 3:24     |  |
| 4.    | «Closer to Perfection»              | 3:11     |  |
| 5.    | «Hi and Goodbye»                    | 4:13     |  |
| 6.    | «This Year»                         | 2:52     |  |
| 7.    | «Slam»                              | 3:04     |  |
| 8.    | «Cross My Heart»                    | 3:35     |  |
| 9.    | «Singled Out»                       | 4:13     |  |
| 10.   | «Oh, Oh...Yeah»                     | 3:04     |  |
| 11.   | «In the Blink of an Eye»            | 3:30     |  |
| 12.   | «School's Out» (con Alice Cooper)   | 3:02     |  |
| 40:32 |                                     |          |  |

## Créditos
A*Teens
- Marie Serneholt - voz
- Sara Lumholdt - voz
- Dhani Lennevald - voz
- Amit Paul - voz

Músicos invitados/sesión
- Mats Berntoft - guitarra
- Peter Björklund - coros
- Melody Chambers - coros
- Alice Cooper - voz invitada (12)
- David Eriksen - teclados
- Uno Forsberg - trompeta
- Johan Håkansson - saxofón (alto, barítono)
- Mats Johansson - guitarra
- Kristina Johnsson - coros
- Thomas Lindberg - bajo
- Tobias Lindell - ritmos
- Esbjörn Öhrwall - guitarra
- Jeanette Olsson - coros
- Børge Petersen-Øverlier - guitarra
- Andrew Ramsey - guitarra (acústica, eléctrica)
- RedOne - guitarra, multi-instrumentos, coros
- Anna Sahlin - coros
- Markus Sigvardsson - bajo
- Tomas Sjögren - trompeta
- Magnus Strömberg - piano
- Odile Tuniche - percusión
- Tysper - coros

Equipo
- Stefan Åberg - mezcla
- Lea Andreone - compositora
- Peter Björklund - arreglista, mezclador, productor
- Peter Boström - ingeniero, mezclas, productor
- Michael Bruce - compositor (12)
- Glen Buxton - compositor (12)
- Melody Chambers - arreglos vocales
- Alice Cooper - compositora (12)
- Becky Corcoran - arreglos vocales
- Luigi Creatore - compositor
- Dave Dillbeck - edición (digital)
- Dennis Dunaway - compositor (12)
- Bjorn Engelmann - masterización
- David Eriksen - arreglista, compositor, ingeniero, productor, programación
- Marti Frederiksen - compositor
- Grizzly - compositor
- Mark Hammond - arreglista, productor, programación, arreglos vocales
- Patrik Henzel - mezcla
- Bill Importico - mezcla
- Anders Johansson & Nuthouse - A&R
- Raz Kennedy - productor vocal, asistencia en la producción vocal
- Tobias Lindell - arreglista, mezclador, productor
- Tomas Ljung - ingeniero vocal
- Christer Mellstrom - coordinación de producción
- Chris Nelson - ingeniero, mezclador, productor
- Tom Nichols - compositor (10)
- Bridgett Evans O'Lannerghty - coordinación de producción
- Mats Oscarsson - fotografía
- Hugo Peretti - compositor
- RedOne - compositor, ingeniero, productor
- Rob 'n' Raz - ingeniero
- Dan Shike - asistente
- F. Reid Shippen - mezclador
- Neal Smith - compositor (12)
- Billy Steinberg - compositor (5)
- Magnus Strömberg - arreglos de cuerda
- Fredrik Thomander - compositor
- The Tremolo Beer Gut - compositor
- Tysper - arreglista, ingeniero, arreglos de trompa, mezcla, multi-instrumentos, productor
- George David Weiss - compositor

## Posicionamiento en Listas

### Weekly charts
| Chart (2002)                   | Peak position |
| ------------------------------ | ------------- |
| Estados Unidos (Billboard 200) | 45            |